# In der Hölle von Missouri
In der Hölle von Missouri (Originaltite: California Passage) ist ein US-amerikanischer Western aus dem Jahr 1950 von Joseph Kane mit Forrest Tucker und Adele Mara in den Hauptrollen. Der Film wurde von Republic Pictures produziert.

## Handlung
Beth Martin und ihr junger Bruder Tommy sind mit einem Treck nach Mariposa in Kalifornien unterwegs, um den älteren Bruder Bob zu besuchen. Die beiden werden von dem Treck getrennt und begegnen Mike Prescott, der in Mariposa ein Hotel und einen Saloon besitzt. Schon bald werden sie von einem der Siedler, der nach dem Vermissten Ausschau gehalten hat, entdeckt und zum Treck zurückgebracht. Mike setzt seine Reise alleine fort. 
Zur gleichen Zeit plant Mikes Partner Lincoln Corey, zusammen mit Bob das Hotel und den Saloon zu übernehmen. Als Mike zurückkehrt, vollziehen er und Lincoln ihr übliches Ritual und entscheiden durch Kartenziehen, wer den Wochengewinn des Saloons erhält. Da Mike insgesamt 17 Wochen weg war, ist der Betrag diesmal erheblich größer als sonst. Mike gewinnt, was Bob so sehr verärgert, dass er mit einer Waffe auf Mike zielt. Mike ist jedoch schneller und erschießt Bob. 
Als Beth und Tommy in Mariposa ankommen, erfahren sie von Bobs Tod. Der Anwalt Warren Lynch eröffnet ihnen, dass sie Bobs Goldmine erben. Am Abend bemächtigt sich Lincoln des Pferdes von Mike. Er folgt der Kutsche, mit der Beth unterwegs ist, tötet Beths Mitreisenden und stiehlt dessen juwelenbesetzte Krawattennadel. Dann kehrt er in die Stadt zurück, bindet Mikes Pferd an und geht auf sein Zimmer. Mit geworfenen Steinchen erregt er die Aufmerksamkeit von Sheriff Clair, der Mikes ermüdetes und schwitzendes Pferd bemerkt. Kurz darauf wird er von dem Überfall informiert.
Beth erfährt, dass Mike Bob erschossen hat. Zuerst weist sie Mike zurück, doch als ihr bekannt wird, dass ihr Bruder selber ein skrupelloser Mörder war, bittet sie Mike um Verzeihung. Der lädt sie und Tommy zum Abendessen ein, wobei er die Krawattennadel trägt, die ihm Lincoln angeboten hat. Beth bemerkt die Nadel und schickt Tommy los, den Sheriff zu holen. Als Beth ihn beschuldigt, der Räuber zu sein, wird Mike klar, warum Tommy weg ist, und flüchtet. Beth will, dass Tommy nach langer Zeit wieder eine Vaterfigur in seiner Umgebung hat, und heiratet Lincoln.
Einige Zeit später kommt es zu einem Zwischenfall. Lincoln kehrt mit einem Sack Goldnuggets aus der Mine zurück zur Hütte, in der er mit Beth und Tommy lebt. Dabei erschreckt er den Jungen so sehr, dass dieser wegläuft. Lincoln folgt ihm und gibt dabei einen Schuss ab. Beth, die Lincoln verlassen will, weiß, dass dieser wegen des Goldes zurückkommen wird, und setzt die Hütte in Brand. Mike ist in der Nähe und nähert sich der Hütte. Lincoln sieht ihn und ergreift die Flucht, stürzt jedoch, kann sich aber gerade noch an der Kante eines Abhangs festhalten. Mike versucht, ihn zu retten, doch Lincoln stürzt schließlich ab. Später findet Tommy zu Beth zurück.

## Produktion

### Hintergrund
Gedreht wurde der Film vom 20. März bis Mitte April 1950 auf der Iverson Movie Ranch in Chatsworth sowie in den Republic-Studios in North Hollywood.

### Stab
John McCarthy Jr. und George Milo waren für das Szenenbild zuständig, Adele Palmer für die Kostüme. Die Brüder Theodore und Howard Lydecker waren für die Spezialeffekte verantwortlich. R. Dale Butts und Stanley Wilson leiteten das Orchester.

### Besetzung
In kleinen nicht im Abspann erwähnten Nebenrollen traten Bob Burns, Franklyn Farnum, Dabbs Greer und Teddy Infuhr auf.

## Synchronisation
Die deutsche Synchronfassung wurde von der Elite Film Franz Schröder GmbH in Berlin erstellt. Die Dialogregie führte Theodor Mühlen, der mit Wolfgang Schick das Dialogbuch schrieb.
| Rolle         | Schauspieler       | Deutscher Synchronsprecher |
| ------------- | ------------------ | -------------------------- |
| Mike Prescott | Forrest Tucker     | Axel Monjé                 |
| Beth Martin   | Adele Mara         | Bettina Schön              |
| Maria Sanchez | Estelita Rodriguez | Gisela Trowe               |
| Lincoln Corey | Jim Davis          | Peter Mosbacher            |
| Sheriff Clair | Charles Kemper     | Walther Suessenguth        |
| John Norris   | Rhys Williams      | Erich Poremski             |
| Whalen        | Paul Fix           | Carl Heinz Carell          |
| Joe Kane      | Francis McDonald   | Walter Werner              |
| Stella        | Ruth Brennan       | Ursula Traun               |
| Warren Lynch  | Norman Field       | Otto Stoeckel              |
| Chung         | Lee Tong Foo       | Herbert Weißbach           |

Anmerkung: Die kursiv geschriebenen Namen sind Rollen und Darsteller, die nicht im Abspann erwähnt wurden.

## Veröffentlichung
Die Premiere des Films fand am 15. Dezember 1950 statt. In der Bundesrepublik Deutschland kam er am 30. November 1951 in die Kinos. Er war auch unter dem verkürzten Titel Hölle von Missouri zu sehen.

## Kritiken
Das Lexikon des internationalen Films schrieb: „Solide inszenierter Western nach gängigen Mustern; temperamentvoll-routiniert gespielt.“